# Rugby-Union-Südamerikameisterschaft 1979
Die Rugby-Union-Südamerikameisterschaft 1979 (spanisch Sudamericano de Rugby 1979) war die elfte Ausgabe der südamerikanischen Kontinentalmeisterschaft in der Sportart Rugby Union. Sie fand 1979 in Chile statt und wurde von der Federación de Rugby de Chile organisiert. Teilnehmer waren die Nationalmannschaften von Argentinien, Brasilien, Chile, Paraguay und Uruguay. Austragungsorte waren das Vereinsgelände von Stade Français in Santiago de Chile und das Estadio Sausalito in Viña del Mar. Den Titel gewann zum elften Mal Argentinien.

## Tabelle
Für einen Sieg gab es zwei Punkte, für ein Unentschieden einen Punkt, bei einer Niederlage null Punkte.
|    | Land        | Spiele | Siege | Unent. | Ndlg. | Spiel- punkte | Diff. | Tabellen- punkte |
| -- | ----------- | ------ | ----- | ------ | ----- | ------------- | ----- | ---------------- |
| 1. | Argentinien | 4      | 4     | 0      | 0     | 238:47        | + 191 | 8                |
| 2. | Uruguay     | 4      | 2     | 1      | 1     | 126:37        | + 89  | 5                |
| 3. | Chile       | 4      | 2     | 1      | 1     | 104:62        | + 42  | 5                |
| 4. | Brasilien   | 4      | 1     | 0      | 3     | 25:216        | − 191 | 2                |
| 5. | Paraguay    | 4      | 0     | 0      | 4     | 41:172        | − 131 | 0                |

## Ergebnisse
Punktesystem: 4 Punkte für einen Versuch, 2 Punkte für eine Erhöhung, 3 Punkte für einen Straftritt, 3 Punkte für ein Dropgoal
| 4. Oktober 1979 | Argentinien                                                                | 19 : 6          | Uruguay                                  | Stade Français, Santiago de Chile Schiedsrichter: Víctor Muñoz (Chile) |
| 4. Oktober 1979 | Versuche: Argerich Ventura Erhöhungen: Sanguinetti Straftritte: Beccar (3) | (12:10) Bericht | Versuche: Smith Straftritte: Zerbino (4) | Stade Français, Santiago de Chile Schiedsrichter: Víctor Muñoz (Chile) |

| 4. Oktober 1979 | Chile | 27 : 13 | Paraguay | Stade Français, Santiago de Chile |
| 4. Oktober 1979 |       |         |          | Stade Français, Santiago de Chile |

| 6. Oktober 1979 | Brasilien | 0 : 48  | Uruguay | Stade Français, Santiago de Chile |
| 6. Oktober 1979 |           | Bericht | Versuche: Bonner Cerruti (2) Peirano Smith Vaccaro (2) Erhöhungen: Peirano (3) Zerbino (4) Straftritte: Zerbino (2) | Stade Français, Santiago de Chile |

| 6. Oktober 1979 | Chile                                                            | 15 : 34 | Argentinien | Stade Français, Santiago de Chile |
| 6. Oktober 1979 | Versuche: Ramírez Erhöhungen: Planella Straftritte: Planella (3) | Bericht | Versuche: García Negri Paz (2) Ramallo Sanguinetti Erhöhungen: Beccar Sanguinetti Straftritte: Beccar Sanguinetti | Stade Français, Santiago de Chile |

| 7. Oktober 1979 | Argentinien | 76 : 13 | Paraguay                                                             | Estadio Sausalito, Viña del Mar Schiedsrichter: Víctor Muñoz (Chile) |
| 7. Oktober 1979 | Versuche: Courreges (2) Escalante García (2) Morgan (3) Puccio Ramallo (2) Sanguinetti (2) Ventura Erhöhungen: Dip (6) Escalante Straftritte: Dip (2) | Bericht | Versuche: Gimenez Taboada Erhöhungen: Mongelos Straftritte: Mongelos | Estadio Sausalito, Viña del Mar Schiedsrichter: Víctor Muñoz (Chile) |

| 7. Oktober 1979 | Chile | 53 : 6 | Brasilien | Estadio Sausalito, Viña del Mar |
| 7. Oktober 1979 |       |        |           | Estadio Sausalito, Viña del Mar |

| 9. Oktober 1979 | Argentinien | 109 : 3 | Brasilien           | Stade Français, Santiago de Chile Schiedsrichter: Gustavo Grenou (Paraguay) |
| 9. Oktober 1979 | Versuche: Cerioni (2) Courreges Dip García (4) Morgan (3) Negri Paz (2) Puccio Sartori (3) Strafversuch Erhöhungen: Dip (9) Sanguinetti (6) Dropgoals: Escalante | Bericht | Straftritte: Bishop | Stade Français, Santiago de Chile Schiedsrichter: Gustavo Grenou (Paraguay) |

| 9. Oktober 1979 | Paraguay                                                    | 9 : 53  | Uruguay | Stade Français, Santiago de Chile Schiedsrichter: Leon Reims |
| 9. Oktober 1979 | Versuche: Gimenez Erhöhungen: di Tore Straftritte: Mongelos | Bericht | Versuche: Arechavaleta (2) Patino (3) Peirano Ubilla Viera Zerbino Erhöhungen: Peirano (3) Zerbino Straftritte: Peirano Zerbino (2) | Stade Français, Santiago de Chile Schiedsrichter: Leon Reims |

| 12. Oktober 1979 | Brasilien | 16 : 6 | Paraguay | Stade Français, Santiago de Chile |
| 12. Oktober 1979 |           |        |          | Stade Français, Santiago de Chile |

| 12. Oktober 1979 | Chile                   | 9 : 9         | Uruguay                                    | Stade Français, Santiago de Chile |
| 12. Oktober 1979 | Dropgoals: Planella (3) | (0:3) Bericht | Straftritte: Zerbino Dropgoals: Ubilla (2) | Stade Français, Santiago de Chile |